# Thomas Bourchier
Pour les articles homonymes, voir Bourchier.
Thomas Bourchier, né vers 1411 et mort le 30 mars 1486, est un archevêque, lord-chancelier et cardinal anglais.

## Famille
Fils de William Bourchier (1374 † 1420), cr. comte d'Eu en 1419, sa mère est la princesse Anne de Gloucester (1383 † 1438), suo jure comtesse de Buckingham, fille de Thomas de Woodstock (1355 † 1397), duc de Gloucester, jeune fils du roi Édouard III d'Angleterre.

## Carrière
Ancien d'Oxford, en 1434 Bourchier est consacré en tant qu'évêque de Worcester. En avril 1454, il est avancé archevêque de Canterbury puis, en mars 1455, nommé lord chancelier d'Angleterre.
En 1460, durant la guerre des Deux-Roses, il bénit l'armée yorkiste après la bataille de Sandwich. En 1467, il est élevé au rang principière[précision nécessaire] de cardinal. En 1475, il prend part aux négociations de paix entre l'Angleterre et la France. En 1483, avec les autres dignitaires du pays, il favorise la prise du pouvoir par le roi Richard III qui détrône ainsi son neveu Édouard V.
Le cardinal Bourchier est enterré à Canterbury dans le Kent en Angleterre.